# مارسيل شوان
مارسيل شوان (بالألمانية: Marcel Schuon)‏ هو لاعب كرة قدم ألماني في مركز الدفاع، ولد في 28 أبريل 1985 في فرويدنشتات في ألمانيا. شارك مع منتخب ألمانيا تحت 16 سنة لكرة القدم ومنتخب ألمانيا تحت 17 سنة لكرة القدم ومنتخب ألمانيا تحت 18 سنة لكرة القدم ومنتخب ألمانيا تحت 19 سنة لكرة القدم ومنتخب ألمانيا تحت 20 سنة لكرة القدم. أما مع النوادي، فقد لعب مع نادي أوسنابروك ونادي ساندهاوزن ونادي شتوتغارت للرديف ونادي شتوتغارت.

## وصلات خارجية
- مارسيل شوان على موقع قاعدة بيانات كرة القدم.إي يو (الإنجليزية)
- مارسيل شوان على موقع بيانات كرة القدم. دي إي (الألمانية)
- مارسيل شوان على موقع عالم كرة القدم.نت (الإنجليزية)